# Boris Nikitin
Boris Wasiljewicz  Nikitin (ბორის ნიკიტინი, ur. 5 marca 1938, zm. 20 października 1984) – gruziński pływak. W barwach ZSRR brązowy medalista olimpijski z Melbourne.
Brał udział w dwóch igrzyskach olimpijskich (IO 56, IO 60). Medal w 1956 wywalczył w sztafecie na dystansie 4 × 200 metrów stylem dowolnym. W tej samej konkurencji był mistrzem Europy w 1958, na dystansie 400 metrów zdobył srebro. Indywidualnie zdobył sześć tytułów mistrza ZSRR (1956-1960: 400 metrów kraulem; 1957: 1500 metrów kraulem). 